# 打工文学
打工文学是写打工者、或由打工者写，为打工者所喜闻乐见的文学作品。关于打工者与打工者的文学，有专家指出：“他们是新生活的参与者和塑造者，是此时此地的中国最具活力的一群人。然而，在相当长的时间里，文学对这群人保持着集体的沉默”（谢有顺语）。不但“文学对这群人保持着集体的沉默”，文坛对这群人的文学也“保持着集体的沉默”。打工文学始终反映打工者的利益和尊严，坚持“为承认而斗争”，却在不少地域长期为主流文化所漠视和遮蔽，成为文化霸权下被遗忘的“灰姑娘”。
香港中文大学访问学者张一文先生认为：于打工文学而言，有以下基本内容及重要观点有待进一步检验。从产生背景看，打工文学是生于忧患的文化表达，是在社会矛盾激化、集结、凝聚的关键时刻，由开放潮流带来的社会变迁语境中创造的文本。从历史性看，打工文学创造了传统“悯农文学”的现代版本，和唐朝李绅《悯农》诗为代表的历代“悯农文学”同构，本性草根。从整体性看，打工文学创造了全球语境下世界“移民文学”的中国经验，和世界“移民文学”一样，也书写了流散和望乡等相似主题，文本异曲同工，突破了地理和语言的区分，成为世界文学整体的构成部分。从持续性看，多元文化背景下的打工文学可持续发展，“打工文学20年内不会消失”（贾平凹语）。打工文学既要保持独立姿态，抗拒文化霸权，又要从善如流，改变当下处境，谋求“哈莱姆复兴”和永续发展。